# الدوري الباراغواياني لكرة القدم 2012
الدوري الأوروغواياني لكرة القدم 2012 هو موسم من الدوري الباراغواياني لكرة القدم. كان عدد الأندية المشاركة فيه 12، وفاز فيه سيرو بورتينيو.